# Hieracium czunense
Hieracium czunense es una especie de planta con flor del género Hieracium, de la familia Asteraceae, orden Asterales.

## Distribución
Hieracium czunense se distribuye por Rusia.

## Taxonomía
Fue descrita científicamente por R. N. Shlyakov. Fue publicada en Novosti Sist. Vyssh. Rast.